# Bella Boats
Bella Boats är ett finländskt varumärke för motorbåtar, som uppkom i samband med att företaget Bella Veneet grundades av Raimo Sonninen. Denne hade redan 1974 påbörjat tillverkning av Bella-båtar i Kuopio. Varumärket ingår idag i Bella Veneets produktsvit tillsammans med varumärkena Aquador Boats, Flipper Boats och Falcon Boats. Tillverkning sker i egna fabriker i Jakobstad och Larsmo i Finland.
Nimbus Boats meddelar januari år 2025 att dem tar och säljer små båtarna märkena Bella Boats och även Flipper Boats. Men behåller modellerna Flipper 900 DC och även modellen Flipper 900 ST kommer att bli modeller i  Aquador Boats i stället för i Flipper Boats efter licensering gått ut .